# Huaylasacris
Huaylasacris is een geslacht van rechtvleugeligen uit de familie veldsprinkhanen (Acrididae). De wetenschappelijke naam van dit geslacht is voor het eerst geldig gepubliceerd in 2011 door Cigliano, Pocco & Lange.

## Soorten
Het geslacht Huaylasacris  is monotypisch en omvat slechts de volgende soort:
- Huaylasacris maxicerci (Cigliano, Pocco & Lange, 2011)